# 역북초등학교
역북초등학교는 대한민국 경기도 용인시 처인구에 있는 공립 초등학교이다.

## 학교 연혁
- 1999.09.01 역북초등학교 설립인가
- 1999.09.01 초대 방원조 교장 취임
- 1999.10.02 12학급으로 개교(496명)
- 2001.02.17 제1회 졸업식(98명 졸업)
- 2005.09.15 역북초등학교 야구부 창단
- 2008.05.19 안양시장기 야구대회 우승
- 2008.06.20 종합예술제 국악부문 최우수상
- 2009.10.27 용인시학생예능경연대회 합창부 최우수상
- 2010.08.31 경기도청소년예술제 국악합주 최우수상
- 2013.10.19 용인시 교육장배 스포츠클럽대회 3위
- 2014.12.22 사제동행 즐거운학교 만들기 우수학교
- 2015.02.16 제15회 졸업식(175명 졸업)
- 2015.03.01 36학급 편성
- 2015.03.01 제6대 한주희 교장 취임
- 2022.03.01 혁신학교 운영[2]

## 같이 보기
- 혁신학교
- 자율학교[3]